# Radio Dimensione Suono
Pour les articles homonymes, voir RDS.
 (signalé en juillet 2025).
Si vous disposez d'ouvrages ou d'articles de référence ou si vous connaissez des sites web de qualité traitant du thème abordé ici, merci de compléter l'article en donnant les références utiles à sa vérifiabilité et en les liant à la section « Notes et références ».
- Archive Wikiwix
- Bing
- Cairn
- DuckDuckGo
- E. Universalis
- Gallica
- Google
- G. Books
- G. News
- G. Scholar
- Persée
- Qwant
- (zh) Baidu
- (ru) Yandex
- (wd) trouver des œuvres sur Wikidata

Radio Dimensione Suono (abrégé RDS) est une station de radio italienne.

## Histoire
Fondée en 1976 et dirigée par celui qui est encore à sa tête, Eduardo Montefusco, la station devient la radio la plus écoutée de Rome. Dans les années 1980, la diffusion de la radio devient nationale sous le nom de Dimensione Suono Network. 
Dans les années 1990, est lancé le projet « 50% musica italiana - 50% musica internazionale » (litt. : « 50 % musique italienne - 50 % musique internationale ») et la devise de la radio devient 100% grandi successi. En 1997, après avoir changé son nom en RDS, la station gagne la première place dans les enquêtes d'opinion réalisées par Audiradio auprès des auditeurs italiens. La station commence également à diffuser 24h/24 et diffuse les actualités toutes les heures.
Bien que la station ait parfois changé sa devise, comme celle qu'elle a en 2023, « la radio libera de informare », elle est restée fidèle au principe 100% grandi successi. RDS est toujours dans la liste des 3 stations les plus écoutées d'Italie.
La station soutient aussi des projets humanitaires comme Save the Children et Exodus di Don Mazzi.

## Programme
Une journée type sur RDS (de 09h00 à 01h00)
| Fréquence             | Programme                  | Explication |
| --------------------- | -------------------------- | --- |
| Toutes les 20 minutes | Traffic                    | Informations sur la circulation (de Octo Telematics (I Von Paroncini, Paola Gubbiotti, Cristiano di Cosimo, Corrado Salmè, Gianluca Gizzi, Gianluca Teodori, Guido de Santis) |
| Toutes les 20 minutes | Meteo                      | Prévisions météorologiques détaillées (08h40, 19h20 et 20h40) |
| Toutes les 20 minutes | Oroscopo                   | Horoscope avec Branko e le stelle (07h20) |
| Toutes les 20 minutes | 100 sec con Enrico Mentana | 100 secondes avec le journaliste Enrico Mentana (09h20, 10h20, 11h20, 17h20 et 18h20)                                                                                         |
| Toutes les 20 minutes | Weekend RDS                | Talk show du week-end (de vendredi 19h20 à dimanche 23h20) |
| Toutes les 30 minutes | Spazio Novità              | Informations sur les sorties de singles |
| Toutes les 30 minutes | Tournée RDS                | Possibilité de gagner des places pour les concerts RDS |
| Toutes les 30 minutes | Anteprima RDS              | Possibilité de gagner des albums cinq jours avant leur sortie |
| Toutes les 30 minutes | Esclusiva RDS              | Informations exclusives de RDS (par exemple sur les Grammy Awards) |
| Toutes les 40 minutes | Sport News                 | Actualité sportive (de samedi à dimanche) |
| Toutes les 57 minutes | Attualità RDS              | Actualités des conducteures de Traffic. |
| Toutes les 57 minutes | Cinema RDS                 | Actualité cinématographique ( Rosaria Renna & Filippo Firli) |

## Nombre d'auditeurs
Données basées sur les enquêtes d'opinion Audiradio réalisées auprès des auditeurs italiens :
- 1991 : 620 000
- 1992 : -
- 1993 : 2 671 000
- 1994 : 3 370 000
- 1995 : 3 855 000
- 1996 : 4 505 000
- 1997 : 4 631 000
- 1998 : 5 057 000
- 1999 : 4 707 000
- 2000 : 4 536 000
- 2001 : 4 051 000
- 2002 : 4 092 000
- 2003 : 4 220 000
- 2004 : 4 420 000
- 2005 : 4 505 000
- 2006 : 4 965 000
- 2007 : 5 014 000
- 2008 : 5 263 000
- 2009 : 5 034 000
- 2010 : 5 000 000